# セルゲイ・スタドレル
セルゲイ・ヴァレンティノヴィチ・スタドレル（ロシア語:Сергей Валентинович Стадлер, ラテン文字転写例:Sergei Valentinovich Stadler, 1962年5月20日 - ）は、ソビエト連邦出身のヴァイオリン奏者、指揮者。

## 経歴
レニングラードの生まれ。両親からピアノの手ほどきを受けるものの、レニングラード音楽院の附属音楽学校でミハイル・ヴァイマンにヴァイオリンを習った。その後、レニングラード音楽院を経てモスクワ音楽院に進学し、ダヴィッド・オイストラフとレオニード・コーガンに薫陶を受けた。1979年のロン＝ティボー国際コンクールのヴァイオリン部門で一位なしの二位に入賞。シベリウス国際ヴァイオリン・コンクールでヴィクトリア・ムローヴァに次いで二位入賞。1982年のチャイコフスキー国際コンクールのヴァイオリン部門でムローヴァと一位を分け合った。指揮にも造詣があり、2007年から2009年までエカテリンブルク国立オペラ・バレエ劇場の音楽監督を務めた。また、同じ2007年から2009年までヴェロニカ・ドゥダロワの創設したロシア交響楽団の首席指揮者を同オーケストラが解散するまで務めている。
1984年からレニングラード音楽院で教鞭をとり、1999年にロシア政府から人民芸術家の称号を贈られた。2008年にはレニングラード音楽院の院長代行を務め、2009年から2011年まで院長を務めた。

## 註
1. ↑  Naxos

| スタブアイコン | サブスタブ | この項目は、まだ閲覧者の調べものの参照としては役立たない、音楽関係者（バンド等）に関連した書きかけの項目です。この項目を加筆・訂正などしてくださる協力者を求めています（P:音楽/PJ:芸能人）。 |